# Walter Schachner
Walter Schachner   (Leoben, 1 de febrer de 1957), també anomenat Schoko, és un exfutbolista austríac de la dècada de 1980 i entrenador.
Fou 64 cops internacional amb la selecció austríaca amb la qual participà en la Copa del Món de futbol de 1978 i a la Copa del Món de futbol de 1982.
Pel que fa a clubs, defensà els colors d'Austria Wien, AC Cesena, Torino FC i Avellino.

## Palmarès
Jugador
- Lliga austríaca de futbol (3):
  - 1979, 1980, 1981
- Copa austríaca de futbol (1):
  - 1980
- Màxim golejador de la lliga austríaca de futbol (2):
  - 1979, 1980[5]

Entrenador
- Lliga austríaca de futbol (1):
  - 2004
- Copa austríaca de futbol (2):
  - 2001, 2004
- Supercopa austríaca de futbol (2):

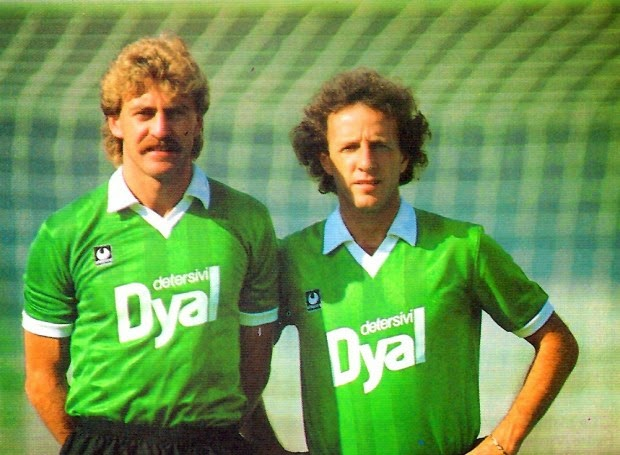
Schachner i Dirceu a l'Avellino la temporada 1986-87.

  - 2001